# DJ Green Lantern
DJ Green Lantern, de son vrai nom James D'Agostino, né le 7 juillet 1976[réf. nécessaire] à Rochester, dans l'État de New York, est un disc jockey, compositeur et producteur de hip-hop américain, d'origine italienne et portoricaine.

## Biographie
DJ Green Lantern produit à l'origine des remixes diffusés sur ses mixtapes, comme notamment un remix du duo virtuel Thugz Mansion de Nas et 2Pac, à l'origine tiré de God's Son. Il est surtout célèbre pour avoir produit le street single à succès du D-Block intitulé Mighty D-Block (2 Gunz Up). DJ Green Lantern utilise également ses talents de DJ à la radio. Il était bien sûr présent sur Shade 45, la radio créée par Eminem, et disponible sur le réseau Sirius Satellite Radio.
En 2002, il signe un contrat chez Shady Records pour être notamment le DJ attitré des tournées d'Eminem. En 2004, il produit un titre polémique du rappeur Immortal technique, intitulé Bin Laden, avec Mos Def et Eminem. Le morceau dénonce l'administration Bush qui, selon lui, a participé aux attentats du 11 septembre 2001 en fournissant en armes les terroristes.
En 2005, il quitte le label discographique après, avoir « divulgué » des informations à des « ennemis musicaux » de 50 Cent. Le 23 novembre 2005, il signe chez Russell Simmons Music Group, filiale de Def Jam et participe à des concerts de Jay-Z, notamment au I Declare War au MSG et lors de la tournée mondiale de 2006. Après avoir été évincé en 2005 de Shady Records, il se retrouve, en 2007, sur la radio Hip-Hop Nation, toujours sur le réseau Sirius Satellite Radio. Il anime également un show sur Hot 97. Green Lantern est aussi célèbre pour ses nombreuses mixtapes dont la série des Invasion!..., puis la série des Armageddon. Il y propose souvent des diss songs dont Eminem vs. Benzino, des clashs contre Ja Rule et le Murder Inc.
En 2008, il est choisi par la société Rockstar North pour participer à l'élaboration de la bande son du jeu vidéo Grand Theft Auto IV (voir musiques de Grand Theft Auto IV). L’album, publié le 24 mars 2009, s'intitule Liberty City Invasion,. En 2009, DJ Nice et DJ Green Lantern s'associent avec OnSMASH pour la publication du deuxième volet des mixtapes Back 2 The Basics.
Le 9 février 2010, il publie son album avec Styles P, The Green Ghost Project. L'album atteint la 44e place des Billboard RnB Albums, la 34e place des Top Independent Albums et la 16e place des Top Rap Albums.

## Discographie

### Productions
- 2003 : Sheek Louch - Mighty D-Block (2 Gunz Up) feat. Jadakiss, Styles P. & J-Hood (Walk With Me)
- 2004 : Jay-Z - Where I'm From feat. Beanie Sigel (S.Carter : The Re-Mix)
- 2004 : Ludacris - Number One Spot (The Red Light District)
- 2005 : The Notorious B.I.G. - Mi Casa feat. R. Kelly & Charlie Wilson (Duets: The Final Chapter)
- 2005 : Papoose - License To Kill (bonus) / Street Rules (Menace II Society (Part 2))
- Immortal technique - Bin Laden'' feat. Mos Def / Bin Laden (remix) feat. Chuch D & KRS-One - (Bin Laden 12)
- 2006 : Busta Rhymes - In the Ghetto feat. Rick James (The Big Bang)
- 2006 : Ice Cube - The Nigga Trapp (Laugh Now, Cry Later)
- 2006 : Papoose - License to Kill (Remix)  feat. Mobb Deep (Papoose - A Threat And A Promise)
- 2007 : Styles P. - Holiday  feat. Max B / Look At Her (Super Gangster (Extraordinary Gentleman)
- 2008 : Liberty City Invasion
- 2008 : Nas - Black President / Like Me (Untitled)

### Mixtapes
(Seulement en tant que DJ et non celles qu'il a seulement « ambiancé »)
- Monster Mash Part 2
- Grow Season (avec Wiz Khalifa)
- 07-07-07 (with Cassidy & DJ Thoro)
- The MySpace Invasion Vol. 3
- Cocaine on Steroids (avec N.O.R.E.)
- The MySpace Invasion Vol. 2
- Monster Mash
- The Sirius Invasion
- The MySpace Invasion
- MySpace Takeover (avec Team Invasion)
- Pre-Release Therapy (avec Ludacris)
- Say Uncle (avec Uncle Murder)
- AND 1 Streetball - The Official Video Game Mixtape (de DJ Green Lantern)
- Best of Green Lantern and Dipset (avec Team Invasion)
- In The Kitchen (avec DJ Khaled & Team Invasion)
- On My New York Shit (avec DJ Kay Slay)
- This Ain't No Greezy Talk (avec Team Invasion)
- Alive On Arrival et Alive On Arrival: Instrumental Edition (Présenté par Team invasion)
- The Internet Invasion (avec Ghostface Killah)
- We Major (avec Fort Minor)
- Razor Tag (avec Styles of Beyond)
- Ain't No Greezy Talk: Team Invasion Edition (+1 DVD / avec Team Invasion)
- The Green Lantern Instrumentals (Ambiancé par Team Invasion)
- Team Invasion Presents: Keyshia Cole
- The Best of Green Lantern and D-Block (Ambiancé par Team Invasion)
- The Best of Green Lantern and Shady Records (Ambiancé Team Invasion)
- 5 Star General
- Shade 45: Sirius Bizness (Ambiancé par Eminem)
- Public Enemy Number One (avec Beanie Sigel)
- New York State of Mind (avec les Beastie Boys)
- The Oracle (avec Grafh)
- The Champ Is Here (avec Jadakiss/ Ambiancé par Big Mike)
- Countdown To Armageddon 2: Back To The Lab (Ambiancé par Dame Dash)
- The Invasion Part 3: Countdown To Armageddon
- The Best Of In Da Lab Vol. 1
- Rap Phenomenon II: 2Pac (avec Dirty Harry & DJ Vlad)
- Conspiracy Theory: Invasion Part II
- Invasion Part 1
- Throwback Classics Vol. 1
- Get in Where U Fit in (avec les Young Gunz)
- New World Order Pt.2
- New World Order
- The Chosen One
- Takin' it to The Streets
- Just Us and The Gunz
- In Too Deep
- Rookie of the Year
- Coming of Age
- Millennium All-stars (avec les DJ's Tony Touch, Mister Cee, Ron G, Funkmaster Flex, Doo Wop, DJ Enuff, Spinbad & DJ Dale)